# Cừu Somali

Một đàn cừu Somali

Cừu Somali hay còn gọi là cừu đầu đen Berbera hay còn gọi là cừu đầu đen Ogaden là giống cừu bản địa của Somali. Cừu Somali là hậu duệ trực tiếp của cừu đầu đen Ba Tư, giống cừu này được lai tạo ở Nam Phi từ cuối thế kỷ 19 đến đầu thế kỷ 20 và đã được sử dụng rộng rãi để lai tạo ở nhiều vùng nhiệt đới. Cừu Somalia có màu trắng với đầu đen. Nó thuộc về kiểu đuôi mỡ (cừu đuôi béo), và cả hai giới của giống cừu này đều khuyết sừng. Những con cừu giống Somali chủ yếu được nuôi để sản xuất thịt cừu và là một mặt hàng xuất khẩu chủ yếu của nền kinh tế Somali, đặc biệt là bán đảo Ả rập.

## Đặc điểm
Có nguồn gốc ở các vùng khô cằn miền đông Phi châu (Somalia). Ở Ethiopia, BHO được tìm thấy ở các vùng đất thấp thuộc khu hành chính Hararghe, Bale và Sidamo. Chúng cũng là cừu bản địa của Somalia và Kenya, nơi chúng được biết đến với tên Black Head Somalia. Đây là một trong những giống cừu có mông to (cho nhiều thịt) nên được nhiều nơi chọn nuôi. Ở Nam Phi, người ta được biết giống cừu này với tên gọi Swart Koppersie, còn ở Brazil nó mang tên Somali Brasiletra. Giống cừu này có thân mình phủ lông trắng, lông đầu màu đen, thể trọng trung bình (đực 50 kg và cái khoảng 30 kg), cừu con lớn nhanh, ba tháng tuổi có thể cân nặng hơn 12 kg.
Cừu Somali là nền tảng lai tạo ra các giòng cừu Brazilian Somali,giống cừu này còn mang những tên khác như Somali Brasileivo, hay Rabo gordo. Giống cừu này có xuất xứ từ vùng Ba Tư rồi cho giao phối với cừu địa phương mà ra. Năm 1939, Brazil đã nhập từ Tây Ấn (West Indies) bốn cặp cừu giống và đem về nuôi để lấy lông là chính. Giống này có bộ lông màu trắng, chỉ lông đầu màu đen. Thân mình chúng tương đối nhỏ, khi nuôi cả cừu đực và cừu cái đều bị cưa cụt sừng. Ở Brazil giống này được đánh giá là dễ nuôi, lại có tỷ lệ tử vong thấp nhất so với nhiều giống cừu khác trong giai đoạn sơ sinh đến ba bốn tháng tuổi.

## Việc chăn nuôi

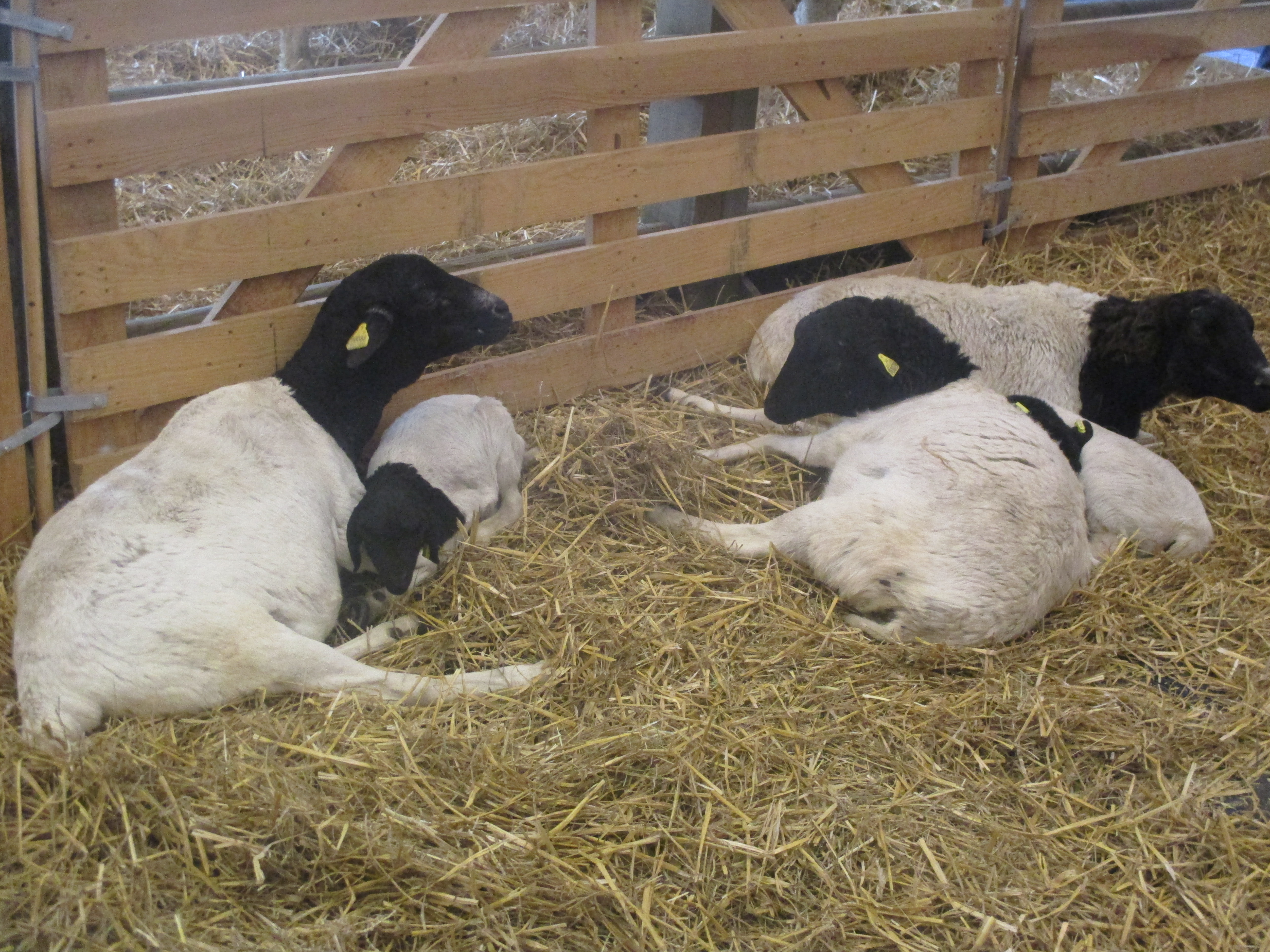

### Vai trò
Cừu Ogaden (BHO) chiếm phần lớn số lượng cừu của khu vực Ogaden và chúng đứng thứ hai sau lạc đà. Giống cừu này tạo thành tỷ lệ lớn hơn động vật nhai lại ở khu vực và đóng góp rất nhiều cho nền kinh tế quốc gia vì nó có những thành tích đặc biệt ở Trung Đông và các nước Ả Rập. Một cố gắng đã được thực hiện để nghiên cứu truyền thống của cừu Ogaden trong việc thực hành chăn nuôi của những người du mục và bán du lục ở cao nguyên Ogaden của đông nam Ethiopia.
Các phương pháp được sử dụng là bảng hỏi, quan sát và lấy mẫu các yếu tố có liên quan. Các khía cạnh quản lý đã được tìm thấy là khá chuyên biệt trong chăn nuôi đó được kiểm soát để đạt được cả hai lựa chọn và đồng bộ của mùa sinh cừu con với mùa mưa (bắt đầu khoảng tháng tư). Cừu cái sinh con một năm một lần và hầu hết các con cừu cái (96%) đều sinh ra một con cừu duy nhất. Việc thiến cừu được thực hiện bởi hai lý do, đó là kiểm soát nhân giống và vỗ béo, nhưng ở một số địa phương ít quan trọng.

### Phương thức
Tuy nhiên, chúng được nuôi dưỡng bởi những người du mục dưới các điều kiện môi trường khắc nghiệt, với sự thiếu dưỡng chất theo thời vụ hoặc giảm cân, thời gian tưới lâu, phải di chuyển đường dài, stress nhiệt và ít hoặc không có biện pháp phòng ngừa bệnh tật. Các cấu trúc chăn nuôi, chăn gia súc, thiến, đánh dấu (nhận diện). Các bệnh tật chính và bệnh tật được biết đến với những người chăn nuôi gia súc và các hạn chế cố hữu của các biện pháp kiểm soát dịch bệnh được thực hiện phổ biến trong khu vực cũng như khuyến nông và dịch vụ thú y cho khu vực được kiểm tra.
Nguồn thức ăn cho cừu là đồng cỏ tự nhiên. Việc bổ sung thức ăn và bảo quản thức ăn cho cỏ không được thực hiện. Tuy nhiên, một số loại đất ở một số điểm cụ thể được cho là cung cấp cho cừu ở khoảng 3-6 tháng. Những loại đất này có thể chứa một số nguyên tố khoáng. Tất cả các loài động vật (gia súc, lạc đà, dê và cừu) đều ăn cỏ trong cùng một cánh đồng. Thời gian chăn thả từ 9 giờ sáng đến 6 giờ chiều. Khi nhiệt độ không thể chịu đựng được vào khoảng giữa trưa, cừu thu thập dưới bóng mát hoặc đơn giản tụ tập tại một điểm và giấu đầu vào dưới cơ thể của nhau. Trong thời gian khan hiếm thức ăn, thông thường vào mùa khô (tháng 10 đến tháng 3), những người chăn nuôi di cư với đàn gia súc của họ đến các địa phương khác nơi có thức ăn gia súc.
Khoảng cách được bao phủ trong quá trình di cư như vậy có thể nằm trong phạm vi từ 50 đến 200 km. Việc lựa chọn địa điểm chủ yếu là do sự sẵn có của nguồn nước trong khu vực. Sự khan hiếm nước là vấn đề cơ bản của các nhà chăn nuôi và tần suất tưới được xác định bởi khoảng cách từ các điểm nước và sự sẵn có của nước khan hiếm vào mùa khô. Khoảng cách tới các điểm tưới có thể kéo dài đến 20–40 km (tương đương với chuyến đi 6 giờ, chuyến đi một lần) trong thời gian khan hiếm nước khắt khe. Những người bao quanh cừu và dê của họ vào ban đêm. Nhưng nếu số dê lớn, một bãy quây riêng biệt được dựng lên giam chúng. Từ đầu tháng 4 đến cuối tháng 10, con đực được giữ trong một bãi quây riêng biệt để kiểm soát sinh sản.

## Tham khảo

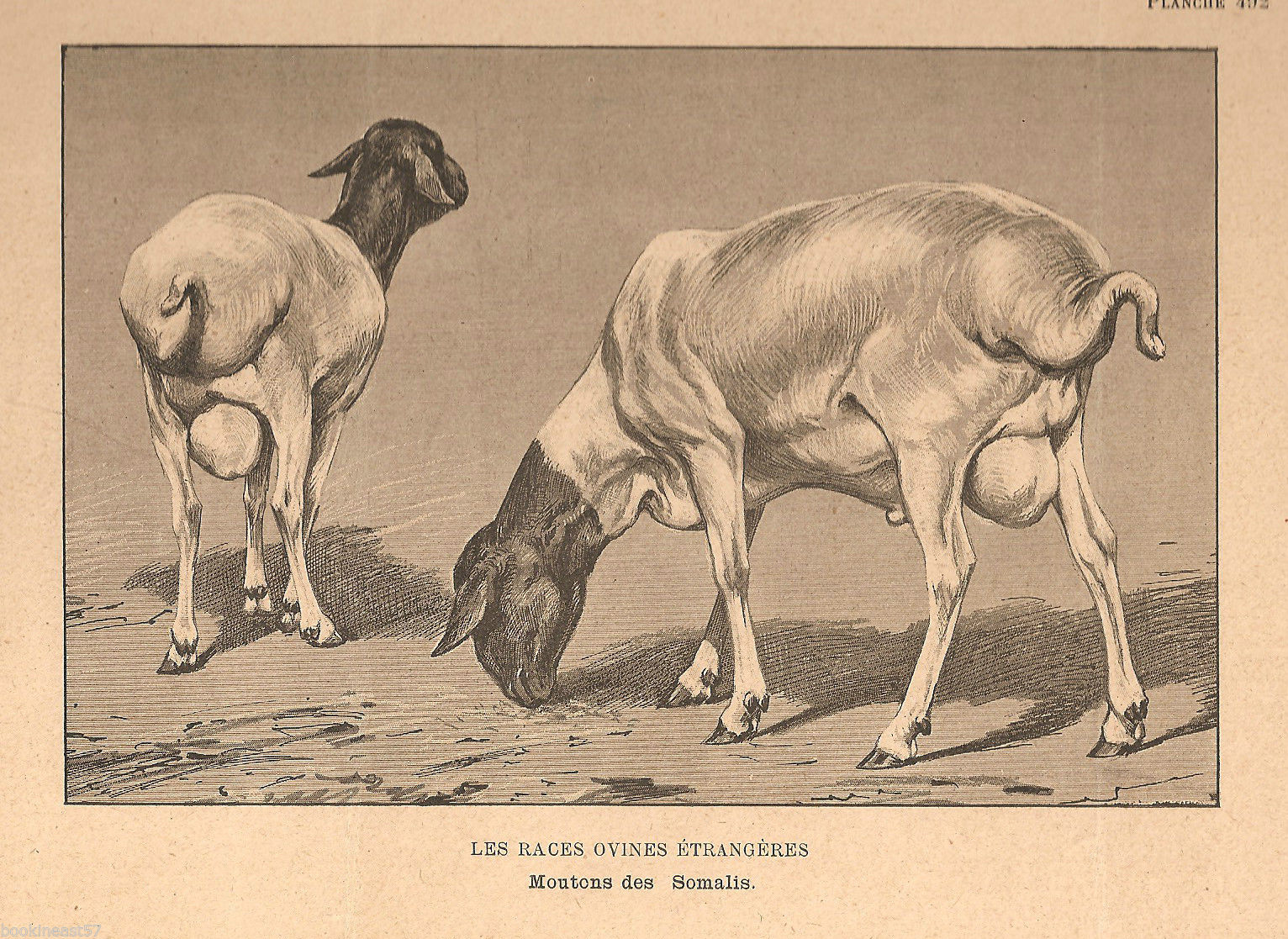
Cừu Somali.